# Friedrich Günther, Prinț de Schwarzburg
Friedrich Günther, Prinț de Schwarzburg (5 martie 1901 - 9 noiembrie 1971) a fost șeful Casei de Schwarzburg și moștenitor al fostelor principate suverane Schwarzburg-Rudolstadt și Schwarzburg-Sondershausen.

## Biografie
S-a născut la Großharthau în Regatul Saxoniei. A fost singurul fiu din cei trei copii ai Prințului Sizzo de Schwarzburg (1860–1926) și ai soției acestuia, Prințesa Alexandra de Anhalt (1868–1958). La 21 aprilie 1896 drepturile de succesiune ale tatălui său au fost recunoscute de către toți membrii Casei de Schwarzburg. Înainte de această dată, drepturile nu erau recunoascute din cauza căsătoriei morganatice a părinților săi. În 1909 cele două principate Schwarzburg s-au unit sub domnia Prințului Günther Victor de Schwarzburg. Revoluția Germană l-a obigat pe Prințul Günther să abdice la 22 noiembrie 1918.
După decesul Prințului Günther, la 16 aprilie 1925, Sizzo l-a succedat ca șef al Casei de Schwarzburg până la decesul său la 24 martie 1926. Friedrich Günther și-a succedat tatăl ca șef al familiei și pretendent la tronul principatului de Schwarzburg.
Prințul Friedrich Günther s-a căsătorit la 17 aprilie 1938 la Heinrichau cu Prințesa Sophie de Saxa-Weimar-Eisenach (1911–1988), fiica cea mare a lui Wilhelm Ernest, Mare Duce de Saxa-Weimar-Eisenach. Mariajul a durat câteva luni și la 1 noiembrie 1938 cuplul a divorțat fără să aibă copii.
În urma decesului lui Friedrich Günther în 1971, linia masculină a Casei de Schwarzburg s-a stins. A fost moștenit de Prințesa Marie Antoinette de Schwarzburg (fiica cea mare a Prințului Sizzo).